# الکساندر فیلیپوف (بازیکن فوتبال)
الکساندر فیلیپوف (روسی: Алекса́ндр Ива́нович Фили́ппов؛ ۱۸۹۲ – ۱۹۶۲) بازیکن فوتبال اهل روسیه بود.
وی همچنین در تیم ملی فوتبال امپراتوری روسیه بازی کرده‌است.